# Béla Balogh
Béla Balogh (ur. 30 grudnia 1984 w Budapeszcie) – węgierski piłkarz, grający na pozycji prawego bądź środkowego obrońcy. Dziewięciokrotny reprezentant Węgier. Od 2017 roku jest zawodnikiem MTK Budapest FC.

## Kariera klubowa
Jest wychowankiem Budapesti Vasutas. W 1996 roku przeszedł do MTK. W juniorach tego zespołu grał do 2002 roku. W wieku 18 lat został wypożyczony do BFC Siófok, w którym to klubie w trakcie dwóch sezonów rozegrał 20 meczów i strzelił jedną bramkę. W MTK zadebiutował w 2004 roku, gdzie grał bez przerwy do roku 2007. W 79 meczach strzelił wówczas 9 goli i stał się czołowym obrońcą NB I.
W 2007 roku Balogh udał się na testy do Anglii. Początkowo przebywał na testach w Hull City A.F.C., ale klub ten nie skorzystał z usług Węgra, angażując zamiast niego 29-letniego angielskiego obrońcę. Ostatecznie Balogh został na rok wypożyczony do Colchester United F.C..
12 sierpnia 2008 roku został na rok wypożyczony do Realu Murcia.
W 2010 roku podpisał trzyletni kontrakt z Kecskeméti TE.

## Kariera reprezentacyjna
Po raz pierwszy Balogh został powołany do reprezentacji Węgier na mecz z Meksykiem, gdy selekcjonerem węgierskiej kadry był Lothar Matthäus. Obrońca zadebiutował jednak 15 listopada 2006 roku, już za kadencji Pétera Várhidiego, w meczu z Kanadą. W sumie zagrał 9 meczów w reprezentacji w latach 2006–2007.

### Występy w reprezentacji
| Lp. | Data                 | Rywal          | Typ  | Wynik | Grał  |
| --- | -------------------- | -------------- | ---- | ----- | ----- |
| 1.  | 15 listopada 2006    | Kanada (d)     | tow. | 1:0   | 1–90  |
| 2.  | 6 lutego 2007        | Cypr (w)       | tow. | 1:2   | 1–90  |
| 3.  | 7 lutego 2007        | Łotwa (n)      | tow. | 2:0   | 1–90  |
| 4.  | 24 marca 2007        | Czarnogóra (w) | tow. | 1:2   | 1–90  |
| 5.  | 28 marca 2007        | Mołdawia (d)   | eME  | 2:0   | 1–36  |
| 6.  | 2 czerwca 2007       | Grecja (w)     | eME  | 0:2   | 1–90  |
| 7.  | 6 czerwca 2007       | Norwegia (w)   | eME  | 0:4   | 1–90  |
| 8.  | 13 października 2007 | Malta (d)      | eME  | 2:0   | 1–90  |
| 9.  | 17 listopada 2007    | Mołdawia (w)   | eME  | 0:3   | 38–90 |